# Malaia flavopilosa
Malaia flavopilosa är en skalbaggsart som beskrevs av Ohaus 1905. Malaia flavopilosa ingår i släktet Malaia och familjen Rutelidae. Inga underarter finns listade i Catalogue of Life.